# Saut en longueur féminin aux championnats du monde d'athlétisme en salle 2014
Navigation
2012 2016
Le concours du saut en longueur féminin des Championnats du monde en salle 2014 s'est déroulé les 8 et 9 mars 2014 à l'Ergo Arena de Sopot, en Pologne.

## Résultats

### Qualifications
Qualification : 6,70 m (Q) ou les 8 meilleures marques (q) se qualifient pour la finale.
| Rang | Athlète                   | Nationalité | #1   | #2   | #3   | Résultat | Notes |
| ---- | ------------------------- | ----------- | ---- | ---- | ---- | -------- | ----- |
| 1    | Ivana Španović            | Serbie      | 6.77 |      |      | 6,77 m   | Q     |
| 2    | Darya Klishina            | Russie      | 6.76 |      |      | 6,76 m   | Q, SB |
| 3    | Shara Proctor             | Royaume-Uni | 6.41 | 6.69 | –    | 6,69 m   | q, SB |
| 4    | Éloyse Lesueur            | France      | x    | 6.59 | 6.63 | 6,63 m   | q     |
| 5    | Teresa Dobija             | Pologne     | 6.62 | x    | –    | 6,62 m   | q     |
| 6    | Katarina Johnson-Thompson | Royaume-Uni | 6.55 | 6.55 | 6.60 | 6,60 m   | q     |
| 7    | Tori Polk                 | États-Unis  | 6.53 | 6.49 | –    | 6,53 m   | q     |
| 8    | Erica Jarder              | Suède       | 6.35 | 6.40 | 6.50 | 6,50 m   | q     |
| 9    | Volha Sudarava            | Biélorussie | 6.41 | 6.47 | 6.34 | 6,47 m   |       |
| 10   | Sosthene Moguenara        | Allemagne   | 6.44 | x    | x    | 6,44 m   |       |
| 11   | Anna Kornuta              | Ukraine     | 6.35 | 6.25 | x    | 6,35 m   |       |
| 12   | Lauma Grīva               | Lettonie    | x    | 6.29 | 6.17 | 6,29 m   |       |
| 13   | Tori Bowie                | États-Unis  | 6.05 | x    | 6.12 | 6,12 m   |       |

### Finale
| Rang               | Athlète                   | Pays        | Essais | Essais | Essais | Essais | Essais | Essais | Marque | Notes |
| Rang               | Athlète                   | Pays        | 1      | 2      | 3      | 4      | 5      | 6      | Marque | Notes |
| ------------------ | ------------------------- | ----------- | ------ | ------ | ------ | ------ | ------ | ------ | ------ | ----- |
| Médaille d'or      | Éloyse Lesueur            | France      | 6.72   | x      | 6.74   | 6.85   | x      | 6.70   | 6,85 m |       |
| Médaille d'argent  | Katarina Johnson-Thompson | Royaume-Uni | 6.69   | 6.81   | 6.69   | 6.54   | 6.68   | 6.62   | 6,81 m | PB    |
| Médaille de bronze | Ivana Španović            | Serbie      | 6.68   | 6.64   | 6.71   | 6.68   | 6.64   | 6.77   | 6,77 m |       |
| 4                  | Shara Proctor             | Royaume-Uni | 6.68   | 6.65   | x      | 6.66   | x      | 6.46   | 6,68 m |       |
| 5                  | Tori Polk                 | États-Unis  | 6.47   | 6.32   | 6.61   | 6.44   | 6.47   | x      | 6,61 m |       |
| 6                  | Teresa Dobija             | Pologne     | x      | 6.52   | 6.47   | x      | 6.40   | 6.48   | 6,52 m |       |
| 7                  | Darya Klishina            | Russie      | 6.46   | x      | 6.38   | 6.10   | x      | 6.51   | 6,51 m |       |
| 8                  | Erica Jarder              | Suède       | 6.36   | x      | x      | 6.26   | 6.08   | x      | 6,36 m |       |

## Légende
Records et Performances
- AR : Record continental (area record)
- CR : Record des championnats (championship record)
- MR : Record du meeting (meet record)
- NR : Record national (national record)
- OR : Record olympique (olympic record)
- PR : Record paralympique (paralympic record)
- PB : Record personnel (personal best)
- SB : Meilleure performance personnelle de la saison (season's best)
- WL : Meilleure performance mondiale de l'année (world leader)
- WJR : Record du monde junior (world junior record)
- WR : Record du monde (world record)

Circonstances et Conditions
- DNF : N'a pas terminé (did not finish)
- DNS : N'a pas pris le départ (did not start)
- DQ : Disqualification (disqualification)
- NM : Aucun essai valable enregistré (No Mark)
- Q : Qualifié « directement » au prochain tour (ou à la prochaine compétition), lors d'une compétition majeure, grâce au classement ou à la réalisation des minima (automatic qualifier)
- q : Qualifié au prochain tour (ou à la prochaine compétition), lors d'une compétition majeure, grâce au repêchage ou à la réalisation de l'une des meilleures performances parmi celles des « non qualifiés directement » (grâce au meilleur temps ou à la meilleure distance par exemple) (secondary qualifier)